# Božidar Prosenjak
Božidar Prosenjak (Kuzminec kraj Koprivnice, 19. kolovoza 1948.), hrvatski je književnik i novinar.

## Životopis
Djetinjstvo je proveo u podravskom selu Kuzmincu. Tamo je započeo svoje školovanje, nastavio ga zatim u Koprivnici, Parizu i Zagrebu, gdje je diplomirao romanistiku na Filozofskom fakultetu. Zaposlio se u Velikoj Gorici kao novinar i urednik kulture u listu i na radiju.
Godine 1980. pokreće i više od osamnaest godina uređuje Biblioteku Albatros u Velikoj Gorici. Uređuje časopise Matice hrvatske u Velikoj Gorici i Društva hrvatskih književnika u Zagrebu. Od godine 1984. djeluje kao slobodni umjetnik. Član je Društva hrvatskih književnika i Republičke zajednice samostalnih umjetnika Hrvatske, gdje je niz godina i član upravnih tijela.
Objavljuje prozne, pjesničke, dramske i kritičke tekstove u dnevnom i periodičkom tisku, na radiju i televiziji. Surađuje u časopisima za djecu Modra lasta, Radost, Smib, Zvrk i drugima. Radovi su mu uvršteni u zbornike, antologije, školsku lektiru i školske udžbenike. Neki su mu tekstovi prevedeni na više od dvadeset svjetskih jezika. Objavio je niz knjiga i dobio nekoliko značajnih nagrada za svoj rad. Neka njegova djela u svojoj je antologiji Żywe źródła iz 1996. s hrvatskog na poljski prevela poljska književnica i prevoditeljica Łucja Danielewska.
Jedno od njegovih najpoznatijih djela je Divlji konj, jedan od obaveznih naslova osnovnoškolske lektire.

## Djela
Nepotpun popis
- A, zbirka pjesama i kratkih proza za djecu
- Divlji konj (1989.), roman
- Decka radost
- Znanje
- Kralj, pjesme za odrasle
- Sijač sreće, zbirka priča za djecu
- Isusovo rođenje, slikovnica
- Golub i sokol, slikovnica
- Legende o sv. Nikoli, slikovnica
- Miš, slikovnica
- Kućni ljubimci, slikovnica
- Sveta Lucija, slikovnica
- Divlji konj, scensko djelo  - prvoprikazba: Velika Gorica 1998.
- Priča o kravati (2000.)[4]
- Put u središte srca : intranet (2007.)[5][6]
- Čežnja za hrvatskim nebom (2007.)[7]
- Tesar : romansirani životopis sv. Josipa (2009:)[8][9]
- Prva kravata : ova priča nadahnuta je povijesnim događajima (2013.)[10]
- Dodatak za radoznale (2018.), zbirka pripovijedaka[11]

Dramski program HRT-a Radio Zagreb, Prvi program, izveo je nekoliko njegovih radio drama. Autor je nekoliko scenarija za igrane i dokumentarne filmove te tekstova za mjuzikle, strip i popularnu glazbu.

## Nagrade
Božidar Prosenjak je dobitnik više nagrada za svoje stvaralaštvo, među kojima se ističu Nagrada Ivana Brlić-Mažuranić te Nagrada Grigor Vitez koju je dobio za roman Divlji konj 1989. godine.

## Vanjske poveznice
Ostali projekti
|  | Wikicitati imaju zbirke citata o temi Božidar Prosenjak |

Mrežna mjesta
- Božidar Prosenjak  Arhivirana inačica izvorne stranice od 22. prosinca 2021. (Wayback Machine), životopis i bibliografija na stranicama podravsko-prigorskog ogranka DHK
- Pintarić, Ana i Tanja Mihoković, Školska interpretacija romana »Divlji konj« Božidara Prosenjaka, Život i škola 21/2009.